# Фітосанітарія
Фітосанітарія (фр: phyto + sanitaire = «santé des plantes») — застосування на практиці науково-обґрунтованих заходів, спрямованих на захист від ризиків, що виникають в результаті проникнення, закріпленням або поширенням шкідливих для рослин і продукції рослинного походження організмів, і на оздоровлення навколишнього середовища.

## Фітосанітарна експертиза
Фітосаніта́рна експерти́за (ФСЕ) — це система заходів, метою якої є охорона території та здоров'я населення від проникнення з-за кордону чи внутрішнього розповсюдження карантинних та інших небезпек, шкідників, хвороб рослин і бур'янів, які можуть завдати значних збитків народному господарству України.

### Завдання фітосанітарної експертизи
Завдання ФСЕ полягає в організації та проведенні державного нагляду за потужностями (об'єктами), ввезенням з-за кордону, транзитом, експортом, перевезенням в межах країни по зберіганню, переробці та реалізації об'єктів регулювання, а також по запобіганню інтродукції регульованих шкідливих організмів, хвороб рослин або обмеження проникнення регульованих шкідливих організмів та хвороб рослин з об'єктами регулювання.

## Законодавча база в Україні
З 2019 році в Україні діяла Постанова КМУ від 08.05.2019 року № 383 «Про затвердження Порядку проведення перевірки сертифікатів та підтверджень у разі ввезення та/або вивезення насіння і садивного матеріалу, зразків насіння і садивного матеріалу, дослідних зразків сортів державним фітосанітарним інспектором під час здійснення фітосанітарного контролю».
19 січня 2024 року, Кабінет Міністрів України затвердив нову редакцію «Порядку проведення перевірки документів, що супроводжують вантаж із насінням і садивним матеріалом, під час здійснення фітосанітарного контролю».